# Samuel Goodenough

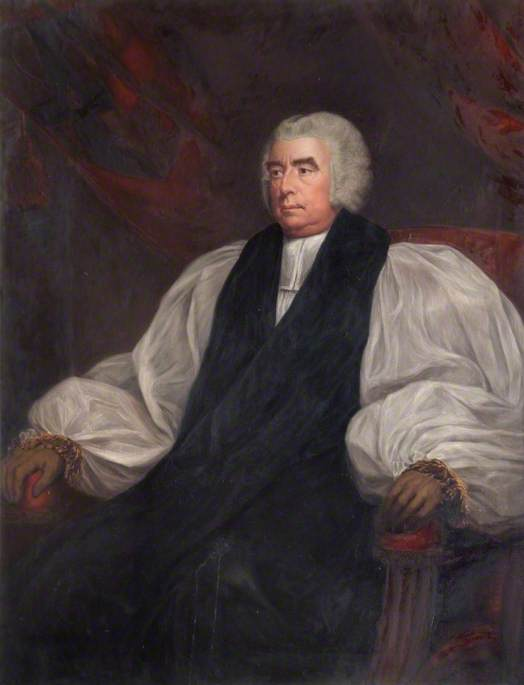
Samuel Goodenough

Samuel Goodenough (* 29. Apriljul. / 10. Mai 1743greg. in Kimpton bei Weyhill; † 12. August 1827 in Worthing) war ein britischer Botaniker und Bischof von Carlisle. Sein offizielles botanisches Autorenkürzel lautet „Gooden.“

## Leben und Wirken
Goodenough war der Sohn eines Geistlichen (Rektor von Broughton Poggs, Oxfordshire) und besuchte die Schule in Witney und die Westminster School. Er wurde King´s Scholar und studierte am Christ Church College der Universität Oxford mit dem Bachelor-Abschluss 1764, dem Magister Artium 1764 und der Promotion in Zivilrecht (D.C.L., Doctor of Civil Law) 1772. Ab 1766 war er Lehrer (Under-Master) an der Westminster School, wandte sich dann aber 1770 einer Karriere in der Kirche zu. Von seinem Vater hatte er das Anrecht auf die Pfarre von Broughton geerbt, und vom Christ Church College erhielt er das Vikariat von Brize-Norton in Oxfordshire. 1770 heiratete er Elizabeth Ford und gründete 1772 eine eigene Privatschule in Ealing, die sehr erfolgreich war und viele Söhne hochgestellter Personen als Schüler hatte. Er hatte einen guten Ruf in den humanistischen Fächern. 1797 wurde er Vikar in Cropredy und 1798 Kanoniker von Windsor. 1802 wurde er Dekan von Rochester, was durch seine Freundschaft mit dem Herzog von Portland gefördert wurde, dessen Söhne seine Schüler gewesen waren. Dank der Fürsprache des Herzogs wurde er 1808 Bischof von Carlisle.
Er liegt auf der Nordseite des Kreuzgangs der Westminster Abbey begraben. Seine Frau starb einige Wochen vor ihm. Das Paar hatte vier Töchter und drei Söhne, die alle Geistliche wurden.
1788 war Goodenough Mitgründer der Linnean Society of London. Bis zum 24. Mai 1798 war er deren Schatzmeister. Goodenough war außerdem Vizepräsident der Gesellschaft.
Im März 1785 wurde Goodenough Mitglied der Society for Promoting Natural History. Am 14. Mai 1789 wurde er Mitglied „Fellow“ der Royal Society, in der er ebenfalls Vizepräsident wurde (mit Joseph Banks als Präsident). Außerdem war er in der Society of Antiquaries of London aktiv.
Er begann ein Wörterbuch aller botanischen Namen mit ihren Ableitungen (Botanica Metrica), das aber nicht vollendet wurde. Goodenough veröffentlichte drei Predigten.

## Schriften (Auswahl)
- Observations on the British Species of Carex. In: Transactions of the Linnean Society of London. Band 2, 1794, S. 126–211 (Digitalisat).
- Additional Observations on the British Species of Carex. In: Transactions of the Linnean Society of London. Band 3, 1797, S. 76–79 (Digitalisat).
- A Description of the Porbeagle Shark, the Squalus Cornubicus of Gmelin, Var. α. In: Transactions of the Linnean Society of London. Band 3, 1797, S. 80–83 (Digitalisat).
- Observations on the British Fuci, with particular Descriptions of each Species. In: Transactions of the Linnean Society of London. Band 3, 1797, S. 84–235 (Digitalisat) – mit Thomas Jenkinson Woodward (1745–1820).

## Ehrungen
Der zu den Singvögeln zählende Rotstirn-Schnäpper (Petroica goodenovii) wurde ihm gewidmet. Auch die Pflanzengattungen Goodenia Sm. und Neogoodenia C.A.Gardner & A.S.George aus der Familie der Goodeniengewächse (Goodeniaceae) wurden nach ihm benannt.